# كوني فاريلا
كوني فاريلا (بالإنجليزية: José Varela Fernández)‏ هو سياسي أمريكي، ولد في 13 فبراير 1954 في الولايات المتحدة. حزبياً، نشط في Popular Democratic Party (Puerto Rico) ‏.